# Musée industriel d'Ankkapurha
Le musée industriel d'Ankkapurha (en finnois : Ankkapurhan teollisuusmuseo) est une ancienne usine de traitement du bois et de carton située dans le quartier  Inkeroinen de Kouvola au sud-est de la Finlande.

## Description
Au milieu du paysage des rapides Ankkapurha , entre Anjala et Inkeroinen, sont construits le plus ancien des bâtiments de production de la zone industrielle d'Inkeroinen, la cartonnerie en briques de 1887 (A.M. Hedbäck) et la centrale hydroélectrique conçue par les architectes Sigurd Frosterus et Ole Gripenberg, construite en 1921-1922.
La première machine à carton en fonctionnement continu de Finlande est conservée dans l'ancienne usine de carton d'Inkeroinen, dont les mécanismes ont été conservés dans leur forme d'origine, a été rénovée.
Le cœur du musée industriel d'Ankkapurha est la machine à carton numéro 1 achetée en Allemagne.
La longueur de l'ancienne machine est de 60 mètres et la largeur de travail est d'un mètre et demi. Elle avait une vitesse de pointe de 30 mètres par minute et une production annuelle moyenne de 6 000 tonnes.
Le musée industriel d'Ankkapurha fonctionne dans la zone de industrielle Stora Enso Ingerois Oy. La Fondation du musée industriel d'Ankkapurha, qui possède les collections du musée, est responsable du fonctionnement du musée.
Outre la machine à carton, l'exposition fondamentale du musée présente les conditions de travail et de vie du personnel ainsi que l'évolution de l'industrie sur plus de cent ans. L'exposition contient un grand nombre de photographies, de cartes et d'objets qui ont été collectés dans divers départements de l'usine ou reçus sous forme de dons de particuliers.
Le musée industriel d'Ankkapurha a été choisi comme musée local de la Finlande orientale en 2018.
Le thème du concours était le reflet de l'anniversaire de l'indépendance des musées.
Le musée est à proximité de la Centrale hydroélectrique d'Anjalankoski.

## Parc culturel d'Ankkapurha
Le parc culturel d'Ankkapurha combine des sites touristiques sur les deux rives du Kymijoki, dans les villages d'Anjala et d'Inkeroinen. Le parc culturel s'étend de l'église d'Anjala au manoir d'Anjala.
Sur la rive opposée du fleuve Kymijoki, on peut visiter le musée industriel d'Ankkapurha, le musée Warpunen et la zone industrielle et résidentielle conçue par Alvar Aalto,.
| Carte du Parc culturel d'Ankkapurha |
| Parc culturel d'Ankkapurha          |

### Musée Warpunen
À l'adresse Reunalinja 7, le musée Warpunen, présente les conditions de vie des ouvriers au cours des différentes décennies ainsi que le bureau et les machines de bureau de l'usine

### Musée du dessin
En 2015, le musée du dessin, à ouvert ses portes dans l'ancien siège social à l'adresse, Pasilantie 1.
L'exposition présente également des peintures et des dessins de Muisto Ahola, ainsi que des photographies d'Inkeroinen. au fil du temps.

## Galerie

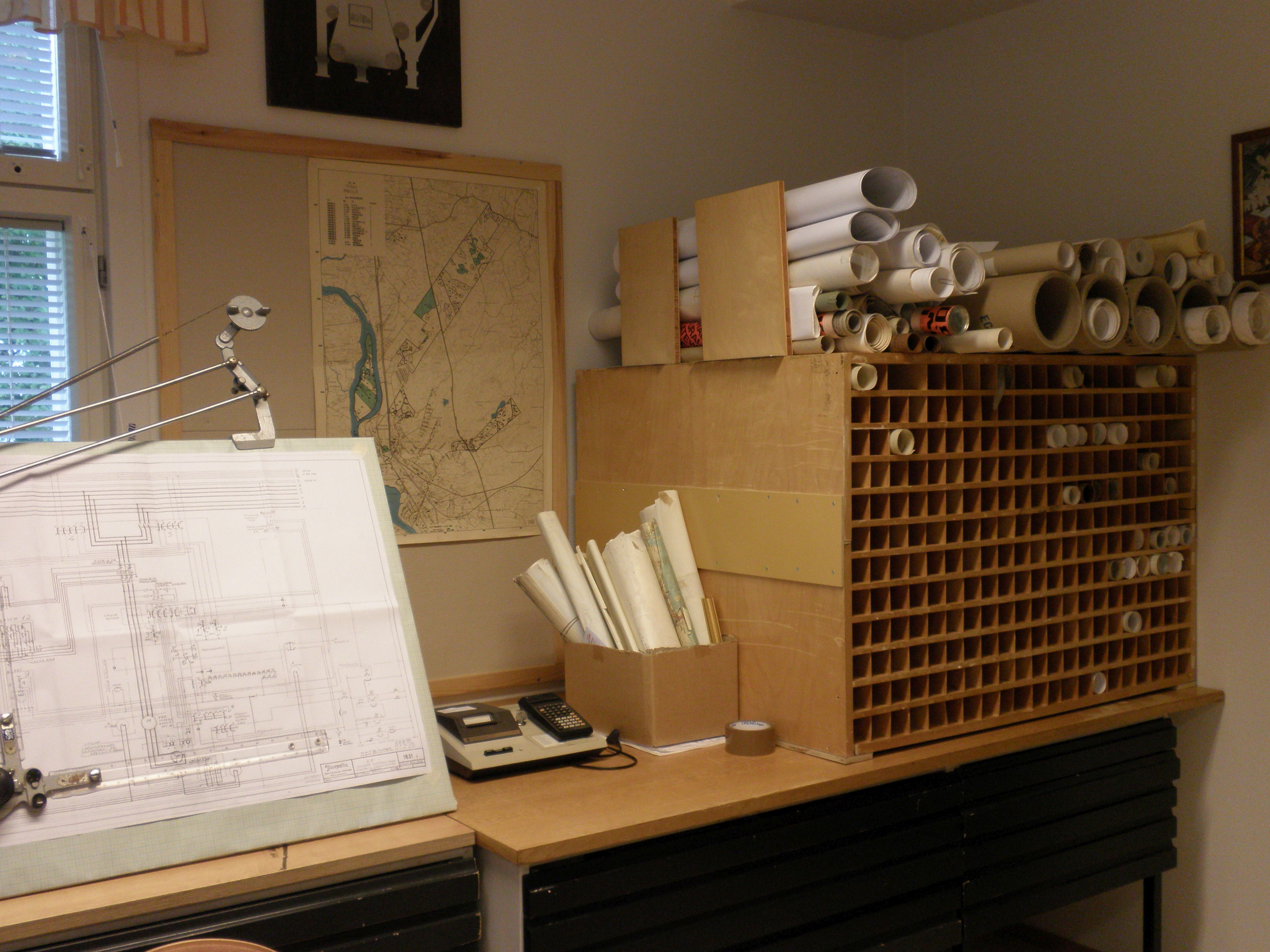
Musée du dessin.
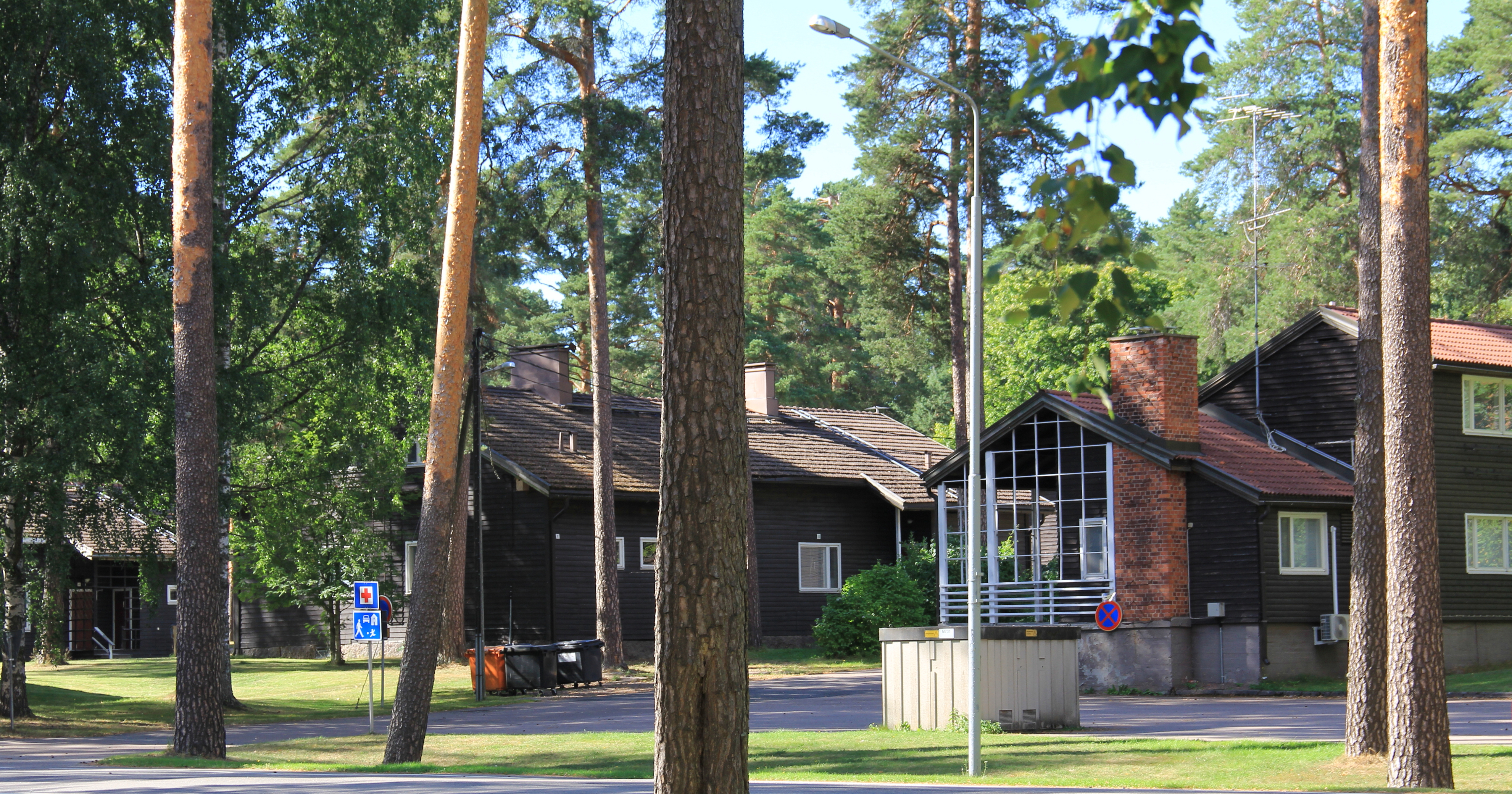
Tervalinja 1 d'Alvar Aalto sur Tehtaanmäki.